# 万寿地区
万寿地区（ますちく）は、岡山県倉敷市倉敷地域にある地区である。おおむねかつての都窪郡万寿村（ますそん）に相当する。現在は大半が倉敷市立万寿小学校および万寿東小学校区となる。

## 概要
大内（おおち）、川入（かわいり）、寿町（ことぶきちょう）、北浜町（きたはまちょう）、日ノ出町（ひのでちょう）、浜町（はままち）、浜ノ茶屋（はまのちゃや）、大島（おおじま）、平田（ひらた）、福島（ふくしま）、昭和（しょうわ）一丁目からなる。昭和二丁目、美和、幸町、八王子町、日吉町、石見町は旧万寿村域であるが、現在では昭和二丁目・美和・幸町は倉敷、八王子町は中洲、日吉町・石見町は老松となる。
中心市街地の北部に位置し、中心市街地と北部郊外の間にあたる。立地の良さから、現在では商業地・企業・宅地が立ち並ぶ市内有数の人口集中地域となっている。
昭和48年には、人口の大幅増に対応するため、小学校区を分割し新たに万寿東小学校を新設した（幼稚園も同様）。
現在平野部である当地は、古代から中世まで海域であったが、中世後期に宇喜多秀家により干拓され、陸続きとなった。地名の由来は、中世に周辺一帯に存在したとされる荘園の万寿庄（ますしょう）である。
明治時代の、明治22年6月1日に都窪郡（窪屋郡）の富久（大内・川入・八王子・日吉・石見町）・浜・平田・大島・福島各村が合併し万寿村となった。昭和になると、昭和2年4月1日に倉敷町へ編入、同3年4月1日に市制施行で旧倉敷市となり、同42年2月1日に新しい倉敷市となり、現在に至る。

## 地域

### 大内
おおちと訓ずる。伯備線の西側に位置し、中洲地域に隣接する。
古代には、窪屋郡大市郷の一部であったとされ、この近くまで阿知の海あるいは阿知の潟などと呼ばれる海が深く湾入していた。中世には、阿知の海でとれた魚介類を売買する魚市場があったといわれ、大市の名は魚市に由来するという説もある。現在の大内の地名は、大市が変化したもの。
江戸時代、元和から慶長の頃、窪屋郡八王子村の枝村として新田開発され、旧郷名に由来した大内村と命名され、備前岡山藩の所領となり、幕末まで至る。
明治10年に、大内・川入・八王子・大内・日吉庄の各村が合併し富久村（とみひさそん）となった。
現代では、宅地化が進行し、さらに大型幹線道路が整備されたため、ロードサイド型の商店も多く立地するようになっている。

### 川入

#### 川入
上記大内の東側に位置する。
古代から中世は、阿知の海（阿知の潟）と呼ばれる海域であったとされる。中世後期の天正13年、岡山城主・宇喜多秀家の老臣であった岡豊前守が干拓して新田開発し、川入村と称した。地名は、当時の高梁川が、現在の総社市清音古地あたりで東西に分岐していたが、干拓によってその東流が現在の倉敷市酒津あたりで再び東西に分岐するようになり、その東派川の河口付近に当地が位置したことに由来しているとされる。
江戸時代になると、慶長5年に幕府領となり、続いて元和年間には相給地となり、一部は備前岡山藩領、一部は旗本長谷川氏の所領となる。
明治10年に、大内・川入・八王子・大内・日吉庄の各村が合併し富久村（とみひさそん）となった。
明治以降の合併で、万寿村・倉敷町を経て旧倉敷市となったとき、南部を分割して寿町を設けた。
現在は大内同様、宅地化が進展し、大型幹線道路開通により、ロードサイド店舗も多く立地する。

#### 寿町
倉敷駅のすぐ北側に接する地区。元々は、上記川入（川入村）の南部にあたり、昭和3年4月1日に倉敷市になったときに、寿町として分割し新たな大字として新設された。名称は万寿から一文字を取ったもの。
明治になってしばらくは田園地帯であったが、明治24年7月に山陽鉄道倉敷駅が新設されるとこの地は次第に市街化が進行し、大正4年には倉敷紡績（現クラボウ）万寿第一工場が建設された。同7年には第二工場も設けられ、従業員用の社宅が建てられるなど工業地帯の様相も呈した。
その後、クラボウは移転し、跡地は旧倉敷チボリ公園として活用された。チボリ閉園後はアリオ倉敷が建っている。

### 浜

#### 浜町
倉敷駅の北東方向に位置する。
『備中誌』には「往昔は海辺にて後に地方になり頃浜辺となりしより浜といひしなり」とあり、古くは海域、および倉敷側（加須山丘陵側）の島嶼の北端の浜であった。中世末期になると干潮時には干潟が広がるようになり、天正年間に岡山城主・宇喜多秀家の老臣であった岡豊前が酒津から現在の浜町まで堤防を築き（宇喜多堤）、東高梁川の東派川の川筋を伸ばして、干拓事業を行い新田を開発した。元・浜辺であったことから窪屋郡浜村と称した。
江戸時代になると、徳川幕府直轄領に収め、元和3年に備中松山藩の所領となる。さらに寛永19年に松山藩主池田氏が除封となり、倉敷支配所の管轄下となった。また、江戸時代には枝村として北部に小子位村（こごいそん）があった。石高1217石9斗6升（小子位村除く）の記録がある。
また江戸期には倉敷と総社（総社市）を結ぶ総社道と呼ばれた街道が当地を南北に縦貫し、街道沿いに商店が並んでいた。北部には鴨方往来が東西に横断し、交差していた（詳細は浜ノ茶屋の章で詳述）。
明治になり、浜村、万寿村、倉敷町を経て旧倉敷市となると、北部の一部を浜ノ茶屋、北西部を北浜町、西部の一部を日ノ出町、南部を昭和・幸町・美和として割譲、また残りも浜1丁目と2丁目に区分された。中心市街地と北部郊外の中間にあたり、立地の良さから宅地化が進行し、元々は農地が多かったが、現在はほとんどみられない。

#### 浜ノ茶屋
倉敷駅の法統方向、上記浜町の北側に位置する。
元々は、上記浜町（浜村）の一部で、浜町から北部を分割したもの。現在、浜ノ茶屋と浜ノ茶屋1丁目・同2丁目に区分されている。
江戸時代には、小子位村もしくは古々井村（こごいそん）と呼ばれる浜村の枝村であったとされる。倉敷と総社（総社市）を結んだ総社道、岡山と鴨方を結んだ鴨方往来という街道が当地で交差し、その付近の街道沿いに休み茶屋があったので、浜ノ茶屋という地名が発祥し、昭和期の町名整理時に正式な大字として浜ノ茶屋として採用された。
浜町同様、立地の良さから宅地化が進み、現在は農地は殆どなくなった。また、近年には北端を東西に大型幹線道路が建設され、道路沿いに飲食店を始めとするロードサイド型小売店が多く林立、交通量も激増している。

#### 北浜町
倉敷駅北方すぐにある住宅地帯である。
元々は前述の浜町（浜村）の一部で同西北に位置した。昭和3年4月1日に旧倉敷市となってから、浜から分かれて新設された。名称は浜の北部の意。
浜町同様、農村部であったが、宅地化が進行して、現在は農地は殆ど無い。

#### 日ノ出町
倉敷駅北東にあり、山陽本線北側に接し、南北に長い地区。
明治期の山陽鉄道倉敷駅開業から、次第に市街化が進行した。浜町や寿町など周辺地と同様、かつて農地が多かったが現在は宅地化が進み、農地はほとんど姿を消した。市街地に隣接しているため、企業・商店も立地しているのも特徴である。
元々は前述の浜町（浜村）の一部で、同地の西部に相当した。昭和3年4月1日、旧倉敷市となってから、浜の西部を分割して日ノ出町とした。現在は南北に1丁目と2丁目に区分されている。

#### 昭和
倉敷駅東側の山陽本線南部にわたる東西に長い地区。阿知地区と接し、中央部を東西に旧国道2号線が通り、それを境に南北に1丁目と2丁目に区分される。
元は万寿村浜の南端にあたる一部であり、市街地に近い田園地であったが、倉敷駅開業後に企業や商店が増えるようになる。昭和3年に倉敷市となると、街路網を整備し市外の形を整え、新たに昭和として分割・新設された。
現在は、旧国道2号線を中心にバスの営業所や商店・企業・マンションが密集し、倉敷中心市街地の北部の一端を担う地域となっている。
1丁目は阿知などと同じ倉敷東小学校区となっている。

### 平田
倉敷中心市街地の北東方向の郊外にあたる。地区南部を山陽本線と旧国道2号線が通過している。
古くは海域であったが、当地北端の一部は、本土側の沿岸部であったため古くから集落があったともいわれる。中世後期の天正年間に、岡山城主の宇喜多秀家が干拓して新田を開発、窪屋郡平田村と称す。江戸時代になると徳川幕府領となる。寛永9年に備前池田藩の所領に移る。幕末の石高は1100石3斗9升。
平田村の北部は幸田（こうだ）と呼び、『備中誌』では皇太后宮の職地の旧跡であることに由来し皇太国（こうだいこく）と呼ばれるようになり、それが転訛したとされる。
長らく農地が大半を占めていたが、幹線道路が通り、市街地に近い南部・西部は宅地化が進行した。さらに近年は北部にも東西に大型幹線道路、また倉敷インターチェンジや総社方面を結ぶ大型幹線道路が建設され、インターに近いという立地から道路沿いを中心に大型ロードサイド店舗が多数林立。特に飲食店が多く外食通りの様相を呈している。
そのため、現在の当地域内は市街化した地区と農地が多く残る田園地帯とに分かれる形となっている。
南西部に倉敷翠松高等学校（旧・片山女子高等学校）や倉敷市立倉敷東中学校がある。

### 大島
倉敷中心市街地の東側の校外で、南北に長い地区。
ほぼ中央に大島山という小高い丘があり、中世後期頃まで付近は海域で、大島山は同名の島であった。大島周辺にはごくわずかの農地が存在し人が住んでいたとされる 。
天正年間に岡山城主・宇喜多秀家が周辺海域を干拓し新田を造成、窪屋郡大島村と称した。江戸時代になると、幕府領となり、元和元年に備前池田領分に移管された。幕末石高は940石3斗9升。
現在は、市街地に隣接することから、前述の他地域同様に宅地化および市街地化が進行し、農地は減少した。大島山には団地が造成されている。
北部を東西に旧国道2号線が通り、北西部をわずかに岡山県道22号線が南北に通過、また22号線は当地の西に接する幸町・美和の東部の当地との境界に近接する地を南北に縦断している。両道路の交差する大島交差点は、22号線の起点となる。これら幹線道路沿いにはロードサイド店舗が多数立地し、特に22号線沿線周辺は官公庁や医療施設も多く、当地にも倉敷警察署など一部が立地している。

### 福島
倉敷東方の郊外で、上記大島の東にある南北に長い地区。当地東側で中庄と隣接。
地区内に福島山と呼ばれる小高い丘があり、中世後期までその周辺は海域で、福島山は同名の島であった。
天正年間に岡山城主・宇喜多秀家が周辺と共に干拓を行い新田開発し、窪屋郡福島村とした。江戸時代には、大島村など周辺と共に幕府領となり、元和元年に大島と同じく備前岡山領分に移管し、幕末に至る。幕末における石高は、749石8斗。
現在は、市街地に近い郊外であるため、宅地化が進展しており、福島山は団地が出来ている。また近年は中庄との境界を南北に大型市道が建設され、沿線はロードサイド店舗が林立し、周辺は宅地がさらに多く造成されている。
福島山には福島・大島・平田の鎮守・熊野神社が鎮座している。

## 人口・世帯数
令和3年9月末現在。
| 町字           | 世帯数 | 男性人口 | 女性人口 | 総人口 | 備考 |
| 大内           | 987    | 1177     | 1275     | 2452   |      |
| 川入           | 1156   | 1197     | 1352     | 2549   |      |
| 寿町           | 144    | 144      | 163      | 307    |      |
| 北浜町         | 315    | 302      | 356      | 658    |      |
| 日ノ出町１丁目 | 248    | 265      | 295      | 560    |      |
| 日ノ出町２丁目 | 347    | 351      | 380      | 731    |      |
| 浜ノ茶屋       | 266    | 276      | 325      | 601    |      |
| 浜ノ茶屋１丁目 | 439    | 475      | 561      | 1036   |      |
| 浜ノ茶屋２丁目 | 307    | 315      | 384      | 699    |      |
| 浜町１丁目     | 422    | 467      | 507      | 974    |      |
| 浜町２丁目     | 409    | 453      | 513      | 966    |      |
| 昭和１丁目     | 363    | 340      | 394      | 734    |      |
| 昭和２丁目     | 329    | 277      | 341      | 618    |      |
| 幸町           | 731    | 691      | 812      | 1503   |      |
| 大島           | 1401   | 1426     | 1729     | 3155   |      |
| 福島           | 1890   | 2308     | 2540     | 4848   |      |
| 平田           | 1296   | 1660     | 1794     | 3454   |      |
| -------------- | ------ | -------- | -------- | ------ | ---- |
| 合計           | 11050  | 12124    | 13721    | 25845  |      |

## 郵便番号
全域が倉敷郵便局管区。
- 大内 - 710-0817
- 川入 - 710-0811
- 寿町 - 710-0813
- 北浜町 - 710-0812
- 日ノ出町 - 710-0063
- 平田 - 710-0003
- 浜ノ茶屋 - 710-0061
- 浜町 - 710-0062
- 昭和 - 710-0057
- 幸町 - 710-0051
- 大島 - 710-0047
- 福島 - 710-0048

## 学区
小学校区
大内、川入、寿町、北浜町，日ノ出町、浜ノ茶屋、浜町、昭和1丁目、大島と平田のうち山陽本線から北側の地域は、倉敷市立万寿小学校区。大島と平田(山陽本線以北除く)、福島は倉敷市立万寿東小学校区。美和・幸町は倉敷市立倉敷東小学校区。八王子町は倉敷市立中洲小学校区、石見町・日吉町は倉敷市立老松小学校となる。
中学校区
大内・川入・八王子町・石見町・日吉町以外は倉敷市立東中学校区。大内・川入・八王子町・石見町・日吉町は倉敷市立西中学校区となる。

## 沿革
- 明治22年6月1日 - 窪屋郡富久・浜・平田・大島・福島・八王子村が合併し同郡万寿村となる。
- 明治24年7月 - 山陽鉄道倉敷駅が開業する。
- 明治33年4月1日 - 都窪郡新設により、都窪郡万寿村となる。
- 大正4年 - 倉敷紡績（現クラボウ）万寿第一工場が建設される。
- 大正7年 - 倉敷紡績万寿第二工場が建設される。
- 昭和2年4月1日 - 都窪郡倉敷町へ編入合併する
- 昭和3年4月1日 - 市制施行で旧倉敷市となる。
- 昭和42年2月1日 - 新しい倉敷市を新設。
- 平成9年7月 - 倉敷チボリ公園が開園する。
- 平成21年1月1日 - 倉敷チボリ公園が閉園する。

## 主要施設
教育施設
- 倉敷市立万寿小学校 - 浜町2丁目
- 倉敷市立万寿東小学校 - 福島
- 倉敷市立万寿幼稚園 - 浜町2丁目
- 倉敷市立万寿東幼稚園 - 大島
- 倉敷市立倉敷東中学校 - 平田
- 倉敷翠松高等学校 - 平田、旧・片山女子高等学校

公的施設
- 倉敷警察署 - 大島
- 労働基準書 - 大島
- 農政局 - 大島

神社仏閣、教会
- 春日神社 - 浜町
- 法然寺 - 浄土宗、浜町
- 教西寺 - 浄土真宗、浜町
- 熊野神社 - 福島
- 倉敷キリスト集会 -プロテスタント（ブレザレン）、 浜ノ茶屋

　商業施設

・アリオ倉敷
・三井アウトレットパーク倉敷

## 交通
道路
- 国道429号線
- 岡山県道469号線
- 岡山県道22号線
- 岡山県道24号線

鉄道
- 西日本旅客鉄道山陽本線・伯備線
  - 倉敷駅 - 阿知との境界に立地

## 参考サイト
- 倉敷市立万寿小学校
- 倉敷市立万寿東小学校